# Boppeus brevicollis
Boppeus brevicollis är en skalbaggsart som beskrevs av Jean François Villiers 1982. Boppeus brevicollis ingår i släktet Boppeus och familjen långhorningar.
Artens utbredningsområde är Madagaskar. Inga underarter finns listade.